# Banu Ammar
I Banū ʿAmmār (lett. "Figli di ʿAmmār") furono una famiglia di qāḍī che regnò a Tripoli di Siria nel corso del quarantennio che precedette la caduta della città ad opera dei Provenzali del duca Raimondo di St. Gilles (o di Tolosa o di Provenza), nella complessa cornice istituzionale siro-palestinese in cui attori protagonisti erano diventati dal 1099 i Crociati. Il suo primo illustre esponente fu Amīn al-Dawla Abū Ṭālib al-Ḥasan ibn ʿAmmār, sostituito alla sua morte dal figlio Jalāl al-Mulk ʿAlī ibn Muḥammad.
Dopo la costituzione della Contea di Edessa, del Principato di Antiochia e del Regno di Gerusalemme, il duca Raimondo di St. Gilles - il nobile di maggior rilievo che aveva preso parte alla Crociata - era rimasto unico a non essersi ritagliato un dominio autonomo. La sua ambizione fu realizzata ai danni proprio di Tripoli, anche se il duca non poté veder compiuti gli esiti delle sue imprese militari di conquista dal momento che morì il 28 febbraio 1105 in seguito alle ferite ricevute nel crollo d'una copertura d'un edificio cui era stato appiccato il fuoco.
Nella città era allora il personaggio più illustre il qāḍī Fakhr al-Mulk ʿAmmār (fratello di Jalāl al-Mulk) che, nel tentativo di cercare fra i musulmani sostegno concreto per la difesa della sua cittadina assediata, trovò invece solo astratte promesse da parte dei Selgiuchidi, sì da essere costretto ad accettare il dorato, esilio siriano offertogli dall'atabeg di Damasco, Ṭoghtighīn, nel momento in cui la città cadde in mano alla discendenza di Raimondo di Tolosa.